# Canó de Gauss
Una arma/canó de Gauss o coilgun és un tipus de peça d'artilleria pesant que basa el seu funcionament en un seguit de bobines que, en ser excitades, propulsen magnèticament un projectil, generalment de massa elevada, a una gran velocitat. El canó de Gauss no ha de ser confós amb el Canó electromagnètic, que, tot i ser una arma que funciona amb electricitat i que es basa també en principis electromagnètics, té un funcionament i uns fonaments teòrics totalment distints. 

Carl Friedrich Gauss fou qui demostrà que era factible. No obstant això, i malgrat provenir el seu nom de Gauss, únicament ho provà mitjançant càlculs. Per contra, es considera que fou Kristian Birkeland l'inventor del canó de Gauss, del qual obtingué una patent l'any 1900. Encara que s'ha intentat diversos cops crear-ne un, mai s'ha aconseguit fer-ne un que fos útil en el camp de batalla, fet que ha provocat que progressivament s'hagi anat abandonant el propòsit. .
Molts aficionats creen canons de Gauss a nivell casolà per experimentar amb uns rendiments gens dolents, encara que inútils a nivell pràctic.

## Funcionament
Es basa en el magnetisme que generen les bobines o solenoides quan són connectades a una xarxa elèctrica. Aquestes bobines, col·locades l'una rere l'altra al voltant del canó, s'imanten gràcies a la xarxa d'alimentació, que generalment és un condensador que per la seva capacitat pot retenir molta intensitat i alliberar-la de cop, fent que el projectil avanci i passi per cadascuna de les bobines, atret per pel seu magnetisme. Una vegada deixa enrere una bobina, aquesta, amb un sistema electrònic, es desconnecta i la següent la relleva. Si no es tragués l'alimentació dels solenoides, també funcionaria: l'energia cinètica impulsaria el projectil cap endavant; tanmateix, ha quedat palesat que el seu rendiment és millor si el bobinatge es va apagant. Així, segueix adquirint velocitat fins que es projecta.

Animació del funcionament dels solenoides d'una arma de Gauss, al voltant del canó, durant l'acceleració d'un projectil.

## Aplicació potencial
Actualment, es segueixen realitzant proves: el programa EMALS (Electromagnetic Aviation Launch System) investiga l'ús del concepte del canó Gauss a fir de substituir les catapultes, els sistemes de llançament actuals dels avions militars o dels vaixells, que fins ara empraven un sistema força desfasat de vapor. Els resultats són força encoratjadors i potser en un futur pròxim es començaran a aplicar els primers models.
Els canons de Gauss també han estat proposats, més enllà del seu caràcter bèl·lic, per enviar material a l'espai amb un preu més reduït pel que fa al llançament.

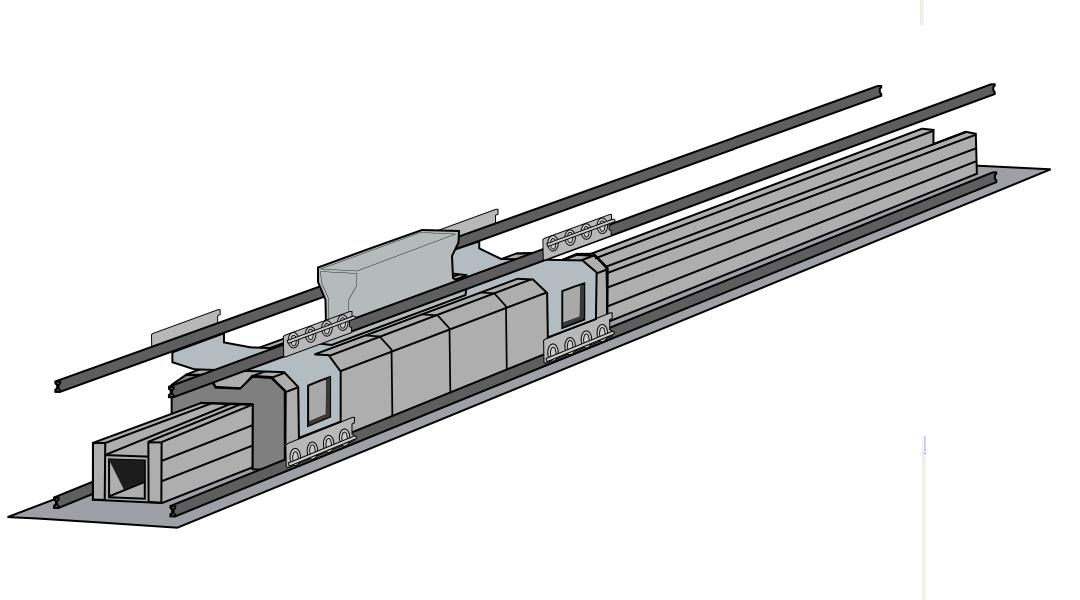
Reproducció del sistema EMALS creat amb ordinador.

## Cultura
Les armes de Gauss han aparegut nombroses vegades tant en sèries de televisió com en pel·lícules, en videojocs, en llibres, etc., en les quals, com a arma, se l'associa normalment amb la defensa pesada. Apareixen, per exemple, a l'univers Halo, a l'oGame, a Evangelion…
Molta gent, moguda per aquestes aparicions en diferents mitjans, ha fet muntatges experimentals, com també tota mena de proves que poden ser vistes a Internet.